# مارك سابات
مارك سابات هو فنان فيديو وملحن كندي، ولد في 22 سبتمبر 1965 في كيتشنر في كندا.

## وصلات خارجية
- مارك سابات على موقع ميوزك برينز (الإنجليزية)
- مارك سابات على موقع ديسكوغز (الإنجليزية)
- الموقع الرسمي